# Clotilde Pontecorvo
Clotilde Piperno Pontecorvo (Roma, 13 agosto 1936 – Roma, 5 novembre 2022) è stata una psicologa e pedagogista italiana.

## Biografia

### Infanzia e formazione
Durante le persecuzioni naziste, si rifugia con la madre e i fratelli prima in Toscana e poi presso un convento a Roma.
Studia Filosofia presso l'Università degli Studi di Roma "La Sapienza". Dopo la laurea, conseguita nel 1959, comincia ad insegnare in diverse scuole secondarie di Roma. Si distingue già in quegli anni per numerose pubblicazioni su riviste pedagogiche (Scuola e Città, Orientamenti Pedagogici, rivista del CNITE etc.) sui temi che saranno oggetto della sua ricerca: la critica alle procedure concorsuali per il reclutamento degli insegnanti, la formazione, le sperimentazioni in cui applica una visione dell’apprendimento come impresa collaborativa mediata dal dialogo e dalla discussione in gruppo.
Sempre in quegli anni, progetta con Lydia Tornatore (direttrice dal 1964 al 1971 della Scuola-Città Pestalozzi) la collana Conoscenza e Processi Educativi, per la casa editrice Loescher.
Nel 1972 diventa professoressa incaricata di Docimologia presso l’Università di Roma "La Sapienza" e, nel 1976, professore ordinario di Pedagogia all’Università di Salerno. Nel 1978 torna a "La Sapienza" come professore ordinario di Istituzioni di Pedagogia, dove rimane fino alla fine della carriera. Contribuisce alla fondazione del Dipartimento di Psicologia dei Processi di Sviluppo e Socializzazione, di cui è direttrice nei periodi 1983-1985 e 1997-2000.

### La ricerca scientifica
Come docente incaricata, Clotilde Pontecorvo collabora con il Gruppo Università e Scuola (GUS), da lei fondato insieme a Lydia Tornatore, Matilde Vicentini-Missoni e Paolo Guidoni, per sperimentare un curricolo integrato per la scuola di base. Il GUS, composto da ricercatori, insegnanti e collaboratori tra Roma e Firenze, documenta attraverso registrazioni audio le discussioni scientifiche in classe, evidenziando il valore del ragionamento collettivo dei bambini quando supportati da insegnanti capaci di stimolare dialoghi aperti su temi significativi.
Chiamata a Roma come Professore Ordinario al corso di laurea in Psicologia, comincia a lavorare sull’argomento della prima alfabetizzazione, in collaborazione con alcune studentesse e con lo psicologo del CNR (Consiglio Nazionale delle Ricerche) Francesco Tonucci, con cui aveva collaborato in precedenza.
In collaborazione con Luigia Camaioni, Gastone Tassinari e Lydia Tornatore, un progetto di ricerca nazionale sulla continuità educativa finanziata e sostenuta dal Ministero della Pubblica Istruzione dal 1982-1987, durante il quale si sperimenta e valida un modello curricolare e metodologico unitario per la fascia 4-8 anni.
Nel 1985, Clotilde Pontecorvo entra nel Comitato scientifico della EARLI (European Association for Research on Learning and Instruction) e avvia scambi internazionali con Lauren Resnick e Robert Glaser dell'Università di Pittsburgh. Al congresso ISCAR in Finlandia, incontra Elinor Ochs, professoressa di Antropologia presso l'Università di California Los Angeles, con cui sviluppa due ricerche comparative sulle interazioni familiari: una sulla competenza conversazionale dei bambini (1992-1998) e una sulle pratiche di gestione del lavoro di cura in famiglie italiane, americane e svedesi (progetto CELF, 2003-2008). Sempre nel corso degli anni ‘80 trascorre un periodo di visiting presso l’Università di  San Diego in California dove fa visita a Michael Cole, direttore del The Laboratory of Comparative Human Cognition, apprendendo soprattutto da lui, e successivamente da Jerome Bruner, che incontra nei primi anni ‘90 e di cui promuoverà il conferimento della laurea Honoris Causa in Psicologia presso Sapienza nel 1992, il pensiero di Vygotsky.

### Attività istituzionale e politica
Le ricerche di Clotilde Pontecorvo nelle e con le scuole hanno sempre avuto una vocazione politica e orientata al cambiamento delle pratiche. Nel 1985, Clotilde Pontecorvo è membro della Commissione ministeriale che elabora i nuovi programmi didattici per la scuola primaria del 1985, e di quella che ha elaborato gli Orientamenti dell'attività educativa nelle scuole materne statali del 1991. Nel febbraio del 1997 è chiamata ad essere parte della Commissione di 44 esperti che fu poi chiamata la Commissione dei Saggi, incaricata dal Ministro Luigi Berlinguer a discutere dei contenuti della scuola secondaria superiore. Della scuola secondaria superiore, del resto, si occupa sin dall’inizio della sua carriera, quando come giovane ricercatrice partecipa alla prima indagine sulla presenza delle scienze sociali nella scuola italiana nel 1974 (ricerca contenuta nel volume collettivo “Scienze sociali e riforma della scuola” del 1975), e continua a partecipare a scritture e lavori della Società Italiana di Scienze Umane e Sociali (SISUS), ricoprendone il ruolo di Presidente onorario dal 2015. Supervisiona nel 2005 un progetto di studio sulla costruzione dell’identità e della memoria negli ebrei romani di “terza generazione” condotto da Raffaella Di Castro , finanziato dalla UCEI.
Negli ultimi anni, ha continuato a organizzare seminari, webinar sulla formazione degli insegnanti e a pubblicare ricerche, collaborando con Vittoria Gallina. Si è anche dedicata alla cura degli scritti sulla malattia e la cura, avviati dalla sua amica Paola Di Cori, scomparsa nel 2017.

## Opere (selezione)
- Università e insegnanti: ragioni di un confronto. Università e formazione continua degli insegnanti, La Nuova Italia, 1979
- L'Educazione scientifica di base, GUS, 1979, La Nuova Italia, Firenze
- Il bambino e la scienza, La Nuova Italia, Firenze, 1984
- La dimensione cognitiva dell'apprendere-insegnare: questioni attuali, in G. Cortini (Ed.), Le trame concettuali delle discipline scientifiche (pp. 104–115), La Nuova Italia, Firenze, 1985
- La condivisione della conoscenza, La Nuova Italia, Firenze, 1993
- Il mio nome, Una città, 1995
- L'insegnamento della Geografia, La Nuova scuola elementare, Fabbri editori, Milano, 1995
- Psicologia dell'Educazione. Obiettivi e valutazione nel processo educativo, Giunti Lisciani editore, Firenze, 1999
- Manuale di Psicologia dell’educazione, Il Mulino, Bologna, 1999
- Pensare insieme al centenario dell’educazione attiva, Kaleidos Edizioni, Firenze, 2021
- La scuola come contesto, in Dimensioni della psicologia, Carocci, Roma, 2010
- L’infanzia e la cultura: un racconto, in I quaderni di zeroseiup N. 7, Zeroseiup edizioni, Bergamo, 2017

Con altri
- Proposte per un curricolo elementare, La Nuova Italia, Firenze, 1984
- Il curricolo: prospettive teoriche e problemi operativi, Loescher, Torino, 1981
- Psicologia dell'educazione. Conoscere a scuola, Il Mulino, Bologna, 1985
- Guida alla lingua scritta, Editori Riuniti, Roma, 1986
- Continuità educativa dai quattro-otto. Metodi, condizioni e strumenti di una ricerca sperimentale nella scuola, La Nuova Italia, Firenze, 1989
- La genesi della spiegazione nella discussione in classe, in M.S. Barbieri (Ed.), La spiegazione nell'interazione sociale (pp. 161–190), Loescher, Torino, 1989
- Cappuccetto Rosso impara a scrivere. Studi comparativi in tre lingue romanze, La Nuova Italia, Firenze, 1996
- Come si dice? Linguaggio e apprendimento in famiglia e a scuola, Carocci Editore, Roma, 1999
- I Contesti Sociali dell'Apprendimento. Acquisire conoscenze a scuola, nel lavoro, nella vita quotidiana, LED Edizioni, Milano, 1995
- Il curricolo: teoria e pratica dell’innovazione, La Nuova Italia-RCS, Milano, 2003
- Discutendo si impara: interazione sociale e conoscenza a scuola, Carocci, Roma, 2004
- La quotidianità come vita domestica familiare, in P. Di Cori, C. Pontecorvo (a cura di), Modernità e vita quotidiana: tra ordinario e straordinario, Carocci, Roma, 2006
- Famiglie all’italiana: parlare a tavola, Raffaello Cortina, Milano, 2007
- Nuovi saperi per la scuola. Le scienze sociali, trent'anni dopo, Consiglio Italiano per le scienze sociali, Marsilio Editori, Venezia, 2007
- La costruzione del testo scritto nei bambini, Edizioni Kappa, Bologna, 2007
- Discutendo si impara. Interazione e conoscenza a scuola, Carocci, Roma, 2007
- Altro che Storie! Pratiche di lettura a scuola, Valore Italiano, Roma, 2017
- È tempo di cambiare. Nuove visioni dell'insegnamento/apprendimento nella scuola secondaria, Valore Italiano, Roma, 2016
- Diari risorgimentali: due ragazzi ebrei si raccontano, Belforte edizioni, Livorno, 2017
- Prima alfabetizzazione. Tra percorsi di ricerca e innovazioni educative, Valore Italiano, Roma, 2017
- Scrivere in ebraico a cinque anni, in Leússein, Anno XI, n.1-2-3, gennaio-dicembre (pp. 87–111), Edizioni Universitarie Romane, Roma, 2018
- Con Montessori e oltre. Il corpo, la danza, il movimento - volume 2. Intervista a Clotilde Pontecorvo, Tab Edizioni, Roma, 2021